# Złoty Glob za najlepszy film komediowy lub musical
Złoty Glob za najlepszy film komediowy lub muzyczny (Golden Globe Award for Best Motion Picture – Musical or Comedy) – jedna z nagród przyznawanych przez Hollywoodzkie Stowarzyszenie Prasy Zagranicznej (HFPA). Nagroda jest przyznawana corocznie począwszy od 9. ceremonii wręczenia Złotych Globów.

## Laureaci i nominowani
Laureaci są wyróżnieni błękitnym kolorem tła i pogrubieniem pisma (laureaci w kategorii najlepszy musical są wyróżnieni zielonym kolorem).

### Lata 50.
| Rok  | Film                         | Reżyser                      | Główny producent                                                 |
| ---- | ---------------------------- | ---------------------------- | ---------------------------------------------------------------- |
| 1951 | Amerykanin w Paryżu          | Vincente Minnelli            | Arthur Freed                                                     |
| 1952 | Z pieśnią w sercu            | Walter Lang                  | Lamar Trotti                                                     |
| 1952 | Hans Christian Andersen      | Charles Vidor                | Samuel Goldwyn                                                   |
| 1952 | Zobaczę Cię we śnie          | Michael Curtiz               | Louis F. Edelman                                                 |
| 1952 | Deszczowa piosenka           | Stanley Donen, Gene Kelly    | Arthur Freed                                                     |
| 1952 | Stars and Stripes Forever    | Henry Koster                 | Lamar Trotti                                                     |
| 1953 | nieprzyznano nagrody         | nieprzyznano nagrody         | nieprzyznano nagrody                                             |
| 1954 | Czarna Carmen                | Otto Preminger               | Otto Preminger                                                   |
| 1955 | Faceci i laleczki            | Joseph L. Mankiewicz         | Samuel Goldwyn                                                   |
| 1956 | Król i ja                    | Walter Lang                  | Charles Brackett i Darryl F. Zanuck                              |
| 1956 | Przystanek autobusowy        | Joshua Logan                 | Buddy Adler                                                      |
| 1956 | Płeć przeciwna               | David Miller                 | Joe Pasternak                                                    |
| 1956 | The Solid Gold Cadillac      | Richard Quine                | Fred Kohlmar                                                     |
| 1956 | Herbaciarnia „Pod Księżycem” | Daniel Mann                  | Jack Cummings                                                    |
| 1957 | Roztańczone dziewczyny       | George Cukor                 | Saul Chaplin i Sol C. Siegel                                     |
| 1957 | Don’t Go Near the Water      | Charles Walters              | Lawrence Weingarten                                              |
| 1957 | Miłość po południu           | Billy Wilder                 | Billy Wilder                                                     |
| 1957 | Kumpel Joey                  | George Sidney                | Fred Kohlmar                                                     |
| 1957 | Jedwabne pończoszki          | Rouben Mamoulian             | Arthur Freed                                                     |
| 1958 | Ciotka Mame                  | Morton DaCosta               | Morton DaCosta                                                   |
| 1958 | Czarna magia na Manhattanie  | Richard Quine                | Julian Blaustein                                                 |
| 1958 | Niedyskrecja                 | Stanley Donen                | Norman Krasna                                                    |
| 1958 | Jakubowski i pułkownik       | Peter Glenville              | William Goetz                                                    |
| 1958 | Wymarzony urlop              | Blake Edwards                | Robert Arthur                                                    |
| 1958 | Gigi                         | Vincente Minnelli            | Arthur Freed                                                     |
| 1958 | Czego pragnie Lola           | George Abbott, Stanley Donen | George Abbott, Stanley Donen, Robert E. Griffith i Harold Prince |
| 1958 | Południowy Pacyfik           | Joshua Logan                 | Buddy Adler                                                      |
| 1958 | Tomcio Paluch                | George Pal                   | George Pal                                                       |
| 1959 | Pół żartem, pół serio        | Billy Wilder                 | Billy Wilder                                                     |
| 1959 | But Not for Me               | Walter Lang                  | William Perlberg i George Seaton                                 |
| 1959 | Operacja „Halka”             | Blake Edwards                | Robert Arthur                                                    |
| 1959 | Telefon towarzyski           | Michael Gordon               | Ross Hunter i Martin Melcher                                     |
| 1959 | Who Was That Lady?           | George Sidney                | Norman Krasna                                                    |
| 1959 | Porgy i Bess                 | Otto Preminger               | Samuel Goldwyn                                                   |
| 1959 | A Private’s Affair           | Raoul Walsh                  | David Weisbart                                                   |
| 1959 | Li’l Abner                   | Melvin Frank                 | Norman Panama                                                    |
| 1959 | Say One for Me               | Frank Tashlin                | Frank Tashlin                                                    |
| 1959 | The Five Pennies             | Melville Shavelson           | Jack Rose                                                        |

### Lata 60.
| Rok  | Film                                                | Reżyser                     | Główny producent                                                                     |
| ---- | --------------------------------------------------- | --------------------------- | ------------------------------------------------------------------------------------ |
| 1960 | Garsoniera                                          | Billy Wilder                | Billy Wilder                                                                         |
| 1960 | Cudze chwalicie...                                  | Stanley Donen               | Norman Krasna                                                                        |
| 1960 | The Facts of Life                                   | Melvin Frank                | Melvin Frank i Norman Panama                                                         |
| 1960 | Nasz człowiek w Hawanie                             | Carol Reed                  | Carol Reed                                                                           |
| 1960 | Zaczęło się w Neapolu                               | Melville Shavelson          | Jack Rose                                                                            |
| 1960 | Pieśń bez końca                                     | Charles Vidor, George Cukor | William Goetz                                                                        |
| 1960 | Telefony, telefony                                  | Vincente Minnelli           | Arthur Freed                                                                         |
| 1960 | Kankan                                              | Walter Lang                 | Saul Chaplin i Jack Cummings                                                         |
| 1960 | Pokochajmy się                                      | George Cukor                | Jerry Wald                                                                           |
| 1960 | Pepe                                                | George Sidney               | George Sidn                                                                          |
| 1961 | A Majority of One                                   | Mervyn LeRoy                | Mervyn LeRoy                                                                         |
| 1961 | Arystokracja podziemi                               | Frank Capra                 | Frank Capra                                                                          |
| 1961 | Raz, dwa, trzy                                      | Billy Wilder                | Billy Wilder                                                                         |
| 1961 | Rodzice, miejcie się na baczności                   | David Swift                 | Walt Disney i George Golitzen                                                        |
| 1961 | Śniadanie u Tiffany’ego                             | Blake Edwards               | Martin Jurow i Richard Shepherd                                                      |
| 1961 | West Side Story                                     | Jerome Robbins, Robert Wise | Robert Wise                                                                          |
| 1961 | Flower Drum Song                                    | Henry Koster                | Ross Hunter                                                                          |
| 1961 | W krainie zabawek                                   | Jack Donohue                | Walt Disney                                                                          |
| 1962 | Powiew luksusu                                      | Delbert Mann                | Robert Arthur, Martin Melcher, Edward Muhl i Stanley Shapiro                         |
| 1962 | Chłopcy wychodzą na noc                             | Michael Gordon              | Martin Ransohoff                                                                     |
| 1962 | If a Man Answers                                    | Henry Levin                 | Ross Hunter                                                                          |
| 1962 | Najlepszy z wrogów                                  | Guy Hamilton                | Dino De Laurentiis, Luigi Luraschi, Ralph B. Serpe                                   |
| 1962 | Okres przygotowawczy                                | George Roy Hill             | Lawrence Weingarten                                                                  |
| 1962 | Muzyk                                               | Morton DaCosta              | Morton DaCosta                                                                       |
| 1962 | Bajeczny cyrk Billy Rose                            | Charles Walters             | Martin Melcher i Joe Pasternak                                                       |
| 1962 | Cyganka                                             | Mervyn LeRoy                | Mervyn LeRoy                                                                         |
| 1962 | Dziewczyny! Dziewczyny! Dziewczyny!                 | Norman Taurog               | Hal B. Wallis                                                                        |
| 1962 | Wspaniały świat braci Grimm                         | Henry Levin, George Pal     | George Pal                                                                           |
| 1963 | Przygody Toma Jonesa                                | Tony Richardson             | Michael Balcon, Michael Holden, Oscar Lewenstein, & Tony Richardson                  |
| 1963 | A Ticklish Affair                                   | George Sidney               | Joe Pasternak                                                                        |
| 1963 | Bye Bye Birdie                                      | George Sidney               | Irving Brecher i Michael Stewart                                                     |
| 1963 | Słodka Irma                                         | Billy Wilder                | Edward L. Alperson, I.A.L. Diamond, Doane Harrison, Alexandre Trauner i Billy Wilder |
| 1963 | Ten szalony, szalony świat                          | Stanley Kramer              | Stanley Kramer                                                                       |
| 1963 | Under the Yum Yum Tree                              | David Swift                 | David Swift                                                                          |
| 1964 | My Fair Lady                                        | George Cukor                | Jack Warner                                                                          |
| 1964 | Mary Poppins                                        | Robert Stevenson            | Walt Disney                                                                          |
| 1964 | Ojciec Wirgiliusz                                   | Ralph Nelson                | Robert Arthur                                                                        |
| 1964 | Niezatapialna Molly Brown                           | Charles Walters             | Lawrence Weingarten                                                                  |
| 1964 | Świat Henry’ego Orienta                             | George Roy Hill             | Jerome Hellman                                                                       |
| 1965 | Dźwięki muzyki                                      | Robert Wise                 | Robert Wise                                                                          |
| 1965 | Ci wspaniali mężczyźni w swych latających maszynach | Ken Annakin                 | Stan Margulies                                                                       |
| 1965 | Kasia Ballou                                        | Elliot Silverstein          | Walter Newman                                                                        |
| 1965 | Tysiąc klownów                                      | Fred Coe                    | Fred Coe                                                                             |
| 1965 | Wielki wyścig                                       | Blake Edwards               | Martin Jurow                                                                         |
| 1966 | Rosjanie nadchodzą                                  | Norman Jewison              | Norman Jewison                                                                       |
| 1966 | Gambit                                              | Ronald Neame                | Leo L. Fuchs                                                                         |
| 1966 | Jesteś już mężczyzną                                | Francis Ford Coppola        | Phil Feldman                                                                         |
| 1966 | Nie z moją żoną!                                    | Norman Panama               | Norman Panama                                                                        |
| 1966 | Zabawna historia wydarzyła się w drodze na forum    | Richard Lester              | Melvin Frank                                                                         |
| 1967 | Absolwent                                           | Mike Nichols                | Joseph E. Levine i Lawrence Turman                                                   |
| 1967 | Camelot                                             | Joshua Logan                | Jack Warner                                                                          |
| 1967 | Doktor Dolittle                                     | Richard Fleischer           | Arthur P. Jacobs                                                                     |
| 1967 | Na wskroś nowoczesna Millie                         | George Roy Hill             | Ross Hunter                                                                          |
| 1967 | Poskromienie złośnicy                               | Franco Zeffirelli           | Franco Zeffirelli                                                                    |
| 1968 | Oliver!                                             | Carol Reed                  | John Woolf                                                                           |
| 1968 | Dziwna para                                         | Gene Saks                   | Howard W. Koch                                                                       |
| 1968 | Tęcza Finiana                                       | Francis Ford Coppola        | Joseph Landon                                                                        |
| 1968 | Twoje, moje i nasze                                 | Melville Shavelson          | Robert F. Blumofe                                                                    |
| 1968 | Zabawna dziewczyna                                  | William Wyler               | Ray Stark                                                                            |
| 1969 | Tajemnica Santa Vittoria                            | Stanley Kramer              | George Glass i Stanley Kramer                                                        |
| 1969 | Hello, Dolly!                                       | Gene Kelly                  | Ernest Lehman                                                                        |
| 1969 | Kwiat kaktusa                                       | Gene Saks                   | M.J. Frankovich                                                                      |
| 1969 | Pomaluj swój wóz                                    | Joshua Logan                | Alan Jay Lerner                                                                      |
| 1969 | Żegnaj Kolumbie                                     | Larry Peerce                | Stanley R. Jaffe                                                                     |

### Lata 70.
| Rok  | Film                             | Reżyser                    | Główny producent                                |
| ---- | -------------------------------- | -------------------------- | ----------------------------------------------- |
| 1970 | MASH                             | Robert Altman              | Ingo Preminger                                  |
| 1970 | Opowieść wigilijna               | Ronald Neame               | Robert H. Solo                                  |
| 1970 | Pamiętnik szalonej gospodyni     | Frank Perry                | Frank Perry                                     |
| 1970 | Urocza Lili                      | Blake Edwards              | Blake Edwards                                   |
| 1970 | Zakochani i inni                 | Cy Howard                  | David Susskind                                  |
| 1971 | Skrzypek na dachu                | Norman Jewison             | Norman Jewison                                  |
| 1971 | Apartament w Hotelu Plaza        | Arthur Hiller              | Howard W. Koch                                  |
| 1971 | Bogata, wolna, samotna           | Elaine May                 | Hillard Elkins, Howard W. Koch i Joseph Manduke |
| 1971 | Boy Friend                       | Ken Russell                | Ken Russell                                     |
| 1971 | Kotch                            | Jack Lemmon                | Richard Carter                                  |
| 1972 | Kabaret                          | Bob Fosse                  | Cy Feuer                                        |
| 1972 | 1776                             | Peter H. Hunt              | Jack L. Warner                                  |
| 1972 | Avanti!                          | Billy Wilder               | Billy Wilder                                    |
| 1972 | Motyle są wolne                  | Milton Katselas            | M.J. Frankovich                                 |
| 1972 | Podróże z moją ciotką            | George Cukor               | James Cresson i Robert Fryer                    |
| 1973 | Amerykańskie graffiti            | George Lucas               | Francis Ford Coppola                            |
| 1973 | Jesus Christ Superstar           | Norman Jewison             | Norman Jewison i Robert Stigwood                |
| 1973 | Miłość w godzinach nadliczbowych | Melvin Frank               | Melvin Frank                                    |
| 1973 | Papierowy księżyc                | Peter Bogdanovich          | Peter Bogdanovich                               |
| 1973 | Tom Sawyer                       | Don Taylor                 | Arthur P. Jacobs                                |
| 1974 | Najdłuższy jard                  | Robert Aldrich             | Albert S. Ruddy                                 |
| 1974 | Harry i Tonto                    | Paul Mazursky              | Paul Mazursky                                   |
| 1974 | Mały Książę                      | Stanley Donen              | Stanley Donen                                   |
| 1974 | Strona tytułowa                  | Billy Wilder               | Paul Monash                                     |
| 1974 | Trzej muszkieterowie             | Richard Lester             | Alexander Salkind                               |
| 1975 | Promienni chłopcy                | Herbert Ross               | Ray Stark                                       |
| 1975 | Powrót Różowej Pantery           | Blake Edwards              | Blake Edwards                                   |
| 1975 | Szampon                          | Hal Ashby                  | Warren Beatty                                   |
| 1975 | Tommy                            | Ken Russell                | Ken Russell i Robert Stigwood                   |
| 1975 | Zabawna dama                     | Herbert Ross               | Ray Stark                                       |
| 1976 | Narodziny gwiazdy                | Frank Pierson              | Jon Peters                                      |
| 1976 | Bugsy Malone                     | Alan Parker                | Alan Marshall                                   |
| 1976 | Nieme kino                       | Mel Brooks                 | Michael Hertzberg                               |
| 1976 | Różowa Pantera kontratakuje      | Blake Edwards              | Blake Edwards                                   |
| 1976 | Elegant                          | Richard Lester             | Denis O’Dell                                    |
| 1977 | Dziewczyna na pożegnanie         | Herbert Ross               | Ray Stark                                       |
| 1977 | Annie Hall                       | Woody Allen                | Charles H. Joffe i Jack Rollins                 |
| 1977 | Gorączka sobotniej nocy          | John Badham                | Robert Stigwood                                 |
| 1977 | Lęk wysokości                    | Mel Brooks                 | Mel Brooks                                      |
| 1977 | New York, New York               | Martin Scorsese            | Robert Chartoff i Irwin Winkler                 |
| 1978 | Niebiosa mogą zaczekać           | Warren Beatty i Buck Henry | Warren Beatty                                   |
| 1978 | Ale kino!                        | Stanley Donen              | Stanley Donen                                   |
| 1978 | Grease                           | Randal Kleiser             | Allan Carr i Robert Stigwood                    |
| 1978 | Nieczyste zagranie               | Colin Higgins              | Edward K. Milkis i Thomas L. Miller             |
| 1978 | Suita kalifornijska              | Herbert Ross               | Ray Stark                                       |
| 1979 | Uciekać                          | Peter Yates                | Peter Yates                                     |
| 1979 | 10                               | Blake Edwards              | Tony Adams i Blake Edwards                      |
| 1979 | Hair                             | Miloš Forman               | Michael Butler i Lester Persky                  |
| 1979 | Róża                             | Mark Rydell                | Aaron Russo i Marvin Worth                      |
| 1979 | Wystarczy być                    | Hal Ashby                  | Andrew Braunsberg                               |

### Lata 80.
| Rok  | Film                               | Reżyser                                   | Główny producent                                                     |
| ---- | ---------------------------------- | ----------------------------------------- | -------------------------------------------------------------------- |
| 1980 | Córka górnika                      | Michael Apted                             | Bernard Schwartz                                                     |
| 1980 | Czy leci z nami pilot?             | Jim Abrahams, David Zucker i Jerry Zucker | Jon Davison i Howard W. Koch                                         |
| 1980 | Jak wylansować piosenkarza         | Taylor Hackford                           | Gene Kirkwood i Hawk Koch                                            |
| 1980 | Melvin i Howard                    | Jonathan Demme                            | Art Linson i Don Phillips                                            |
| 1980 | Sława                              | Alan Parker                               | David De Silva i Alan Marshall                                       |
| 1981 | Artur                              | Steve Gordon                              | Robert Greenhut                                                      |
| 1981 | Cztery pory roku                   | Alan Alda                                 | Martin Bregman                                                       |
| 1981 | Grosz z nieba                      | Herbert Ross                              | Nora Kaye i Herbert Ross                                             |
| 1981 | S.O.B.                             | Blake Edwards                             | Tony Adams i Blake Edwards                                           |
| 1981 | Zoot Suit                          | Luis Valdez                               | Peter Burrell                                                        |
| 1982 | Tootsie                            | Sydney Pollack                            | Sydney Pollack i Dick Richards                                       |
| 1982 | Diner                              | Barry Levinson                            | Jerry Weintraub                                                      |
| 1982 | Mój najlepszy rok                  | Richard Benjamin                          | Joel Chernoff i Michael Gruskoff                                     |
| 1982 | Najlepszy mały burdelik w Teksasie | Colin Higgins                             | Robert L. Boyett, Colin Higgins, Edward K. Milkis i Thomas L. Miller |
| 1982 | Victor/Victoria                    | Blake Edwards                             | Tony Adams i Blake Edwards                                           |
| 1983 | Yentl                              | Barbra Streisand                          | Rusty Lemorande i Barbra Streisand                                   |
| 1983 | Flashdance                         | Adrian Lyne                               | Jerry Bruckheimer i Don Simpson                                      |
| 1983 | Nieoczekiwana zmiana miejsc        | John Landis                               | Aaron Russo                                                          |
| 1983 | Wielki chłód                       | Lawrence Kasdan                           | Michael Shamberg                                                     |
| 1983 | Zelig                              | Woody Allen                               | Robert Greenhut                                                      |
| 1984 | Miłość, szmaragd i krokodyl        | Robert Zemeckis                           | Michael Douglas                                                      |
| 1984 | Gliniarz z Beverly Hills           | Martin Brest                              | Jerry Bruckheimer i Don Simpson                                      |
| 1984 | Micki i Maude                      | Blake Edwards                             | Tony Adams                                                           |
| 1984 | Plusk                              | Ron Howard                                | Brian Grazer                                                         |
| 1984 | Pogromcy duchów                    | Ivan Reitman                              | Ivan Reitman                                                         |
| 1985 | Honor Prizzich                     | John Huston                               | John Foreman                                                         |
| 1985 | Chór                               | Richard Attenborough                      | Cy Feuer i Ernest H. Martin                                          |
| 1985 | Kokon                              | Ron Howard                                | Lili Fini Zanuck i Richard D. Zanuck                                 |
| 1985 | Powrót do przyszłości              | Robert Zemeckis                           | Neil Canton i Bob Gale                                               |
| 1985 | Purpurowa róża z Kairu             | Woody Allen                               | Robert Greenhut                                                      |
| 1986 | Hannah i jej siostry               | Woody Allen                               | Robert Greenhut                                                      |
| 1986 | Krokodyl Dundee                    | Peter Faiman                              | John Cornell                                                         |
| 1986 | Peggy Sue wyszła za mąż            | Francis Ford Coppola                      | Paul R. Gurian                                                       |
| 1986 | Sklepik z horrorami                | Frank Oz                                  | David Geffen                                                         |
| 1986 | Włóczęga z Beverly Hills           | Paul Mazursky                             | Paul Mazursky                                                        |
| 1986 | Zbrodnie serca                     | Bruce Beresford                           | Freddie Fields                                                       |
| 1987 | Nadzieja i chwała                  | John Boorman                              | John Boorman                                                         |
| 1987 | Baby Boom                          | Charles Shyer                             | Nancy Meyers                                                         |
| 1987 | Dirty Dancing                      | Emile Ardolino                            | Linda Gottlieb                                                       |
| 1987 | Telepasja                          | James L. Brooks                           | James L. Brooks                                                      |
| 1987 | Wpływ księżyca                     | Norman Jewison                            | Norman Jewison i Patrick J. Palmer                                   |
| 1988 | Pracująca dziewczyna               | Mike Nichols                              | Douglas Wick                                                         |
| 1988 | Duży                               | Penny Marshall                            | James L. Brooks i Robert Greenhut                                    |
| 1988 | Kto wrobił królika Rogera?         | Robert Zemeckis                           | Frank Marshall i Robert Watts                                        |
| 1988 | Rybka zwana Wandą                  | Charles Crichton                          | Michael Shamberg                                                     |
| 1988 | Zdążyć przed północą               | Martin Brest                              | Martin Brest                                                         |
| 1989 | Wożąc panią Daisy                  | Bruce Beresford                           | Lili Fini Zanuck i Richard D. Zanuck                                 |
| 1989 | Kiedy Harry poznał Sally           | Rob Reiner                                | Rob Reiner i Andrew Scheinman                                        |
| 1989 | Mała Syrenka                       | Ron Clements i John Musker                | Howard Ashman i John Musker                                          |
| 1989 | Shirley Valentine                  | Lewis Gilbert                             | Lewis Gilbert                                                        |
| 1989 | Wojna państwa Rose                 | Danny DeVito                              | James L. Brooks i Arnon Milchan                                      |

### Lata 90.
| Rok  | Film                        | Reżyser                                  | Główny producent                                                             |
| ---- | --------------------------- | ---------------------------------------- | ---------------------------------------------------------------------------- |
| 1990 | Zielona karta               | Peter Weir                               | Peter Weir                                                                   |
| 1990 | Dick Tracy                  | Warren Beatty                            | Warren Beatty                                                                |
| 1990 | Kevin sam w domu            | Chris Columbus                           | John Hughes                                                                  |
| 1990 | Pretty Woman                | Garry Marshall                           | Arnon Milchan i Steven Reuther                                               |
| 1990 | Uwierz w ducha              | Jerry Zucker                             | Lisa Weinstein                                                               |
| 1991 | Piękna i Bestia             | Gary Trousdale i Kirk Wise               | Don Hahn                                                                     |
| 1991 | The Commitments             | Alan Parker                              | Lynda Myles i Roger Randall-Cutler                                           |
| 1991 | Fisher King                 | Terry Gilliam                            | Debra Hill i Lynda Obst                                                      |
| 1991 | Smażone zielone pomidory    | Jon Avnet                                | Jon Avnet i Jordan Kerner                                                    |
| 1991 | Sułtani westernu            | Ron Underwood                            | Irby Smith                                                                   |
| 1992 | Gracz                       | Robert Altman                            | David Brown, Michael Tolkin i Nick Wechsler                                  |
| 1992 | Aladyn                      | Ron Clements i John Musker               | Ron Clements i John Musker                                                   |
| 1992 | Czarowny kwiecień           | Mike Newell                              | Ann Scott                                                                    |
| 1992 | Miesiąc miodowy w Las Vegas | Andrew Bergman                           | Mike Lobell                                                                  |
| 1992 | Zakonnica w przebraniu      | Emile Ardolino                           | Teri Schwartz                                                                |
| 1993 | Pani Doubtfire              | Chris Columbus                           | Mark Radcliffe, Marsha Garces Williams i Robin Williams                      |
| 1993 | Bezsenność w Seattle        | Nora Ephron                              | Gary Foster                                                                  |
| 1993 | Dave                        | Ivan Reitman                             | Ivan Reitman i Lauren Shuler Donner                                          |
| 1993 | Roztańczony buntownik       | Baz Luhrmann                             | Tristram Miall                                                               |
| 1993 | Wiele hałasu o nic          | Kenneth Branagh                          | Kenneth Branagh, Stephen Evans i David Parfitt                               |
| 1994 | Król lew                    | Roger Allers i Rob Minkoff               | Don Hahn                                                                     |
| 1994 | Cztery wesela i pogrzeb     | Mike Newell                              | Duncan Kenworthy                                                             |
| 1994 | Ed Wood                     | Tim Burton                               | Tim Burton i Denise Di Novi                                                  |
| 1994 | Prêt-à-Porter               | Robert Altman                            | Robert Altman                                                                |
| 1994 | Priscilla, królowa pustyni  | Stephan Elliott                          | Al Clark i Michael Hamlyn                                                    |
| 1995 | Babe – świnka z klasą       | Chris Noonan                             | Bill Miller, George Miller i Doug Mitchell                                   |
| 1995 | Dorwać małego               | Barry Sonnenfeld                         | Danny DeVito, Michael Shamberg i Stacey Sher                                 |
| 1995 | Miłość w Białym Domu        | Rob Reiner                               | Rob Reiner                                                                   |
| 1995 | Sabrina                     | Sydney Pollack                           | Sydney Pollack i Scott Rudin                                                 |
| 1995 | Toy Story                   | John Lasseter                            | Bonnie Arnold i Ralph Guggenheim                                             |
| 1996 | Evita                       | Alan Parker                              | Alan Parker, Robert Stigwood i Andrew G. Vajna                               |
| 1996 | Fargo                       | Joel Coen                                | Ethan Coen                                                                   |
| 1996 | Jerry Maguire               | Cameron Crowe                            | James L. Brooks, Cameron Crowe, Laurence Mark i Richard Sakai                |
| 1996 | Klatka dla ptaków           | Mike Nichols                             | Mike Nichols                                                                 |
| 1996 | Wszyscy mówią: kocham cię   | Woody Allen                              | Robert Greenhut                                                              |
| 1997 | Lepiej być nie może         | James L. Brooks                          | James L. Brooks, Bridget Johnson i Kristi Zea                                |
| 1997 | Faceci w czerni             | Barry Sonnenfeld                         | Laurie MacDonald i Walter F. Parkes                                          |
| 1997 | Fakty i akty                | Barry Levinson                           | Robert De Niro, Barry Levinson i Jane Rosenthal                              |
| 1997 | Goło i wesoło               | Peter Cattaneo                           | Uberto Pasolini                                                              |
| 1997 | Mój chłopak się żeni        | P.J. Hogan                               | Ronald Bass i Jerry Zucker                                                   |
| 1998 | Zakochany Szekspir          | John Madden                              | Donna Gigliotti, Marc Norman, David Parfitt, Harvey Weinstein i Edward Zwick |
| 1998 | Maska Zorro                 | Martin Campbell                          | Doug Claybourne i David Foster                                               |
| 1998 | Patch Adams                 | Tom Shadyac                              | Mike Farrell, Barry Kemp, Marvin Minoff i Charles Newirth                    |
| 1998 | Senator Bulworth            | Warren Beatty                            | Warren Beatty i Pieter Jan Brugge                                            |
| 1998 | Sposób na blondynkę         | Bobby Farrelly i Peter Farrelly          | Frank Beddor, Michael Steinberg, Bradley Thomas i Charles B. Wessler         |
| 1998 | Szalona kapela              | Brian Gibson                             | Amanda Marmot                                                                |
| 1999 | Toy Story 2                 | Ash Brannon, John Lasseter i Lee Unkrich | Karen Robert Jackson i Helene Plotkin                                        |
| 1999 | Być jak John Malkovich      | Spike Jonze                              | Steve Golin, Vincent Landay, Sandy Stern i Michael Stipe                     |
| 1999 | Człowiek z księżyca         | Miloš Forman                             | Danny DeVito, Michael Shamberg i Stacey Sher                                 |
| 1999 | Depresja gangstera          | Harold Ramis                             | Jane Rosenthal i Paula Weinstein                                             |
| 1999 | Notting Hill                | Roger Michell                            | Duncan Kenworthy                                                             |

### 2000–2009
| Rok  | Film                                              | Reżyser                         | Główny producent                                                           |
| ---- | ------------------------------------------------- | ------------------------------- | -------------------------------------------------------------------------- |
| 2000 | U progu sławy                                     | Cameron Crowe                   | Cameron Crowe                                                              |
| 2000 | Bracie, gdzie jesteś?                             | Joel Coen                       | Ethan Coen                                                                 |
| 2000 | Czekolada                                         | Lasse Hallström                 | David Brown, Kit Golden i Leslie Holleran                                  |
| 2000 | Medal dla miss                                    | Christopher Guest               | Karen Murphy                                                               |
| 2000 | Uciekające kurczaki                               | Peter Lord i Nick Park          | Peter Lord, Nick Park i David Sproxton                                     |
| 2001 | Moulin Rouge!                                     | Baz Luhrmann                    | Baz Luhrmann                                                               |
| 2001 | Dziennik Bridget Jones                            | Sharon Maguire                  | Tim Bevan, Jonathan Cavendish i Eric Fellner                               |
| 2001 | Gosford Park                                      | Robert Altman                   | Robert Altman, Bob Balaban i David Levy                                    |
| 2001 | Legalna blondynka                                 | Robert Luketic                  | Ric Kidney i Marc E. Platt                                                 |
| 2001 | Shrek                                             | Andrew Adamson i Vicky Jenson   | Jeffrey Katzenberg, Aron Warner i John H. Williams                         |
| 2002 | Chicago                                           | Rob Marshall                    | Bob Weinstein i Harvey Weinstein                                           |
| 2002 | Adaptacja                                         | Spike Jonze                     | Jonathan Demme, Vincent Landay i Edward Saxon                              |
| 2002 | Był sobie chłopiec                                | Chris Weitz i Paul Weitz        | Tim Bevan, Robert De Niro, Brad Epstein, Eric Fellner i Jane Rosenthal     |
| 2002 | Moje wielkie greckie wesele                       | Joel Zwick                      | Gary Goetzman, Tom Hanks i Rita Wilson                                     |
| 2002 | Nicholas Nickleby                                 | Douglas McGrath                 | Simon Channing Williams, John Hart i Jeff Sharp                            |
| 2003 | Między słowami                                    | Sofia Coppola                   | Sofia Coppola                                                              |
| 2003 | Duża ryba                                         | Tim Burton                      | Bruce Cohen, Dan Jinks i Richard D. Zanuck                                 |
| 2003 | Gdzie jest Nemo?                                  | Andrew Stanton i Lee Unkrich    | Graham Walters                                                             |
| 2003 | Podkręć jak Beckham                               | Gurinder Chadha                 | Gurinder Chadha i Deepak Nayar                                             |
| 2003 | To właśnie miłość                                 | Richard Curtis                  | Tim Bevan, Eric Fellner i Duncan Kenworthy                                 |
| 2004 | Bezdroża                                          | Alexander Payne                 | Michael London                                                             |
| 2004 | Iniemamocni                                       | Brad Bird                       | John Walker                                                                |
| 2004 | Ray                                               | Taylor Hackford                 | Howard Baldwin, Karen Elise Baldwin, Stuart Benjamin i Taylor Hackford     |
| 2004 | Upiór w operze                                    | Joel Schumacher                 | Andrew Lloyd Webber                                                        |
| 2004 | Zakochany bez pamięci                             | Michel Gondry                   | Anthony Bregman i Steve Golin                                              |
| 2005 | Spacer po linie                                   | James Mangold                   | James Keach i Cathy Konrad                                                 |
| 2005 | Duma i uprzedzenie                                | Joe Wright                      | Tim Bevan, Eric Fellner i Paul Webster                                     |
| 2005 | Pani Henderson                                    | Stephen Frears                  | Norma Heyman                                                               |
| 2005 | Producenci                                        | Susan Stroman                   | Mel Brooks i Jonathan Sanger                                               |
| 2005 | Walka żywiołów                                    | Noah Baumbach                   | Wes Anderson, Charlie Corwin, Clara Markowicz i Peter Newman               |
| 2006 | Dreamgirls                                        | Bill Condon                     | Laurence Mark                                                              |
| 2006 | Borat (...)                                       | Larry Charles                   | Sacha Baron Cohen i Jay Roach                                              |
| 2006 | Diabeł ubiera się u Prady                         | David Frankel                   | Wendy Finerman                                                             |
| 2006 | Dziękujemy za palenie                             | Jason Reitman                   | David O. Sacks                                                             |
| 2006 | Mała miss                                         | Jonathan Dayton i Valerie Faris | Albert Berger, David T. Friendly, Peter Saraf, Marc Turtletaub i Ron Yerxa |
| 2007 | Sweeney Todd: Demoniczny golibroda z Fleet Street | Tim Burton                      | Richard D. Zanuck i John Logan                                             |
| 2007 | Across the Universe                               | Julie Taymor                    | Matthew Gross, Jennifer Todd i Suzanne Todd                                |
| 2007 | Juno                                              | Jason Reitman                   | Lianne Halfon, John Malkovich, Mason Novick i Russell Smith                |
| 2007 | Lakier do włosów                                  | Adam Shankman                   | Neil Meron i Craig Zadan                                                   |
| 2007 | Wojna Charliego Wilsona                           | Mike Nichols                    | Gary Goetzman i Tom Hanks                                                  |
| 2008 | Vicky Cristina Barcelona                          | Woody Allen                     | Letty Aronson, Stephen Tenenbaum, Gareth Wiley                             |
| 2008 | Happy-Go-Lucky, czyli co nas uszczęśliwia         | Mike Leigh                      | Simon Channing-Williams                                                    |
| 2008 | Mamma Mia!                                        | Phyllida Lloyd                  | Judy Craymer, Gary Goetzman                                                |
| 2008 | Najpierw strzelaj, potem zwiedzaj                 | Martin McDonagh                 | Graham Broadbent, Peter Czernin                                            |
| 2008 | Tajne przez poufne                                | Joel i Ethan Coenowie           | Tim Bevan, Ethan Coen, Joel Coen, Eric Fellner                             |
| 2009 | Kac Vegas                                         | Todd Phillips                   | Daniel Goldberg, Todd Phillips                                             |
| 2009 | 500 dni miłości                                   | Marc Webb                       | Mason Novick, Jessica Tuchinsky, Mark Waters, Steven J. Wolfe              |
| 2009 | Dziewięć                                          | Rob Marshall                    | John DeLuca, Rob Marshall, Marc Platt, Harvey Weinstein, Maury Yeston      |
| 2009 | Julie i Julia                                     | Nora Ephron                     | Nora Ephron, Laurence Mark, Amy Robinson, Eric Steel                       |
| 2009 | To skomplikowane                                  | Nancy Meyers                    | Mancy Meyers, Scott Rudin                                                  |

### 2010–2019
| Rok  | Film                                     | Reżyser                          | Producent |
| ---- | ---------------------------------------- | -------------------------------- | --- |
| 2010 | Wszystko w porządku                      | Lisa Cholodenko                  | Gary Gilbert, Jordan Horowitz, Celine Rattray, Daniela Taplin Lundberg, Philippe Hellmann                           |
| 2010 | Alicja w Krainie Czarów                  | Tim Burton                       | Richard D. Zanuck, Joe Roth, Suzanne Todd, Jennifer Todd                                                            |
| 2010 | Burleska                                 | Steven Antin                     | Donald De Line |
| 2010 | Red                                      | Robert Schwentke                 | Lorenzo di Bonaventura, Mark Vahradian                                                                              |
| 2010 | Turysta                                  | Florian Henckel von Donnersmarck | Graham King, Tim Headington, Roger Birnbaum, Gary Barber, Jonathan Glickman                                         |
| 2011 | Artysta                                  | Michel Hazanavicius              | Thomas Langmann |
| 2011 | 50/50                                    | Jonathan Levine                  | Evan Goldberg, Ben Karlin, Seth Rogen                                                                               |
| 2011 | Druhny                                   | Paul Feig                        | Judd Apatow, Barry Mendel, Clayton Townsend                                                                         |
| 2011 | O północy w Paryżu                       | Woody Allen                      | Letty Aronson, Jaume Roures, Stephen Tenenbaum                                                                      |
| 2011 | Mój tydzień z Marilyn                    | Simon Curtis                     | David Parfitt, Harvey Weinstein                                                                                     |
| 2012 | Les Misérables. Nędznicy                 | Tom Hooper                       | Tim Bevan, Eric Fellner, Debra Hayward, Cameron Mackintosh                                                          |
| 2012 | Hotel Marigold                           | John Madden                      | Graham Broadbent, Peter Czernin                                                                                     |
| 2012 | Kochankowie z Księżyca. Moonrise Kingdom | Wes Anderson                     | Jeremy Dawson, Scott Rudin, Wes Anderson, Steven M. Rales                                                           |
| 2012 | Połów szczęścia w Jemenie                | Lasse Hallström                  | Paul Webster |
| 2012 | Poradnik pozytywnego myślenia            | David O. Russell                 | Bruce Cohen, Donna Gigliotti                                                                                        |
| 2013 | American Hustle                          | David O. Russell                 | Charles Roven, Megan Ellison, Richard Suckle, Jonathan Gordon                                                       |
| 2013 | Ona                                      | Spike Jonze                      | Megan Ellison, Spike Jonze, Vincent Landay                                                                          |
| 2013 | Co jest grane, Davis?                    | Joel i Ethan Coenowie            | Scott Rudin, Joel i Ethan Coenowie                                                                                  |
| 2013 | Nebraska                                 | Alexander Payne                  | Albert Berger, Ron Yerxa                                                                                            |
| 2013 | Wilk z Wall Street                       | Martin Scorsese                  | Martin Scorsese, Leonardo DiCaprio, Riza Aziz, Emma Tillinger Koskoff, Joey McFarland                               |
| 2014 | Grand Budapest Hotel                     | Wes Anderson                     | Wes Anderson, Jeremy Dawson, Steven M. Rales, Scott Rudin                                                           |
| 2014 | Birdman                                  | Alejandro González Iñárritu      | Alejandro González Iñárritu, John Lesher, Arnon Milchan, James W. Skotchdopole                                      |
| 2014 | Tajemnice lasu                           | Rob Marshall                     | Rob Marshall, John DeLuca, Marc Platt, Callum McDougall                                                             |
| 2014 | Dumni i wściekli                         | Matthew Warchus                  | David Livingstone                                                                                                   |
| 2014 | Mów mi Vincent                           | Theodore Melfi                   | Fred Roos, Jenno Topping, Peter Chernin, Theodore Melfi                                                             |
| 2015 | Marsjanin                                | Ridley Scott                     | Simon Kinberg, Ridley Scott, Michael Schaefer, Mark Huffam                                                          |
| 2015 | Big Short                                | Adam McKay                       | Brad Pitt, Dede Gardner, Jeremy Kleiner                                                                             |
| 2015 | Joy                                      | David O. Russell                 | John Davis, Megan Ellison, Jonathan Gordon, Ken Mok, David O. Russell                                               |
| 2015 | Agentka                                  | Paul Feig                        | Peter Chernin, Jenno Topping, Paul Feig, Jessie Henderson                                                           |
| 2015 | Wykolejona                               | Judd Apatow                      | Judd Apatow, Barry Mendel                                                                                           |
| 2016 | La La Land                               | Damien Chazelle                  | Fred Berger, Gary Gilbert, Jordan Horowitz, Marc Platt                                                              |
| 2016 | Kobiety i XX wiek                        | Mike Mills                       | Anne Carey, Megan Ellison, Youree Henley                                                                            |
| 2016 | Deadpool                                 | Tim Miller                       | Simon Kinberg, Ryan Reynolds, Lauren Shuler Donner                                                                  |
| 2016 | Boska Florence                           | Stephen Frears                   | Michael Kuhn, Tracey Seaward                                                                                        |
| 2016 | Młodzi przebojowi                        | John Carney                      | Anthony Bregman, John Carney, Kevin Scott Frakes, Christian Grass, Martina Niland, Raj Brinder Singh, Paul Trijbits |
| 2017 | Lady Bird                                | Greta Gerwig                     | Scott Rudin, Evelyn O’Neil, Eli Bush                                                                                |
| 2017 | The Disaster Artist                      | James Franco                     | James Franco, Vince Jolivette, Seth Rogen, Evan Goldberg, James Weaver                                              |
| 2017 | Uciekaj!                                 | Jordan Peele                     | Jordan Peele, Jason Blum, Sean McKittrick, Edward H. Hamm Jr                                                        |
| 2017 | Król rozrywki                            | Michael Gracey                   | Laurence Mark, Peter Chernin, Jenno Topping                                                                         |
| 2017 | Jestem najlepsza. Ja, Tonya              | Craig Gillespie                  | Margot Robbie, Tom Ackerley, Steven Rogers, Bryan Unkeless                                                          |
| 2018 | Green Book                               | Peter Farrelly                   | Jim Burke, Brian Hayes Currie, Peter Farrelly, Nick Vallelonga, Charles B. Wessler                                  |
| 2018 | Vice                                     | Adam McKay                       | Brad Pitt, Dede Gardner, Jeremy Kleiner, Kevin J. Messick, Will Ferrell, Adam McKey                                 |
| 2018 | Bajeczne bogaci Azjaci                   | Jon M. Chu                       | Nina Jacobson, Brad Simpson, John Penotti                                                                           |
| 2018 | Faworyta                                 | Jorgos Lanthimos                 | Ceci Dempsey, Ed Guiney, Lee Magiday, Jorgos Lanthimos                                                              |
| 2018 | Mary Poppins powraca                     | Rob Marshall                     | Rob Marshall, John DeLuca, Marc Platt                                                                               |
| 2019 | Pewnego razu... w Hollywood              | Quentin Tarantino                | David Heyman, Shannon McIntosh, Quentin Tarantino                                                                   |
| 2019 | Nazywam się Dolemite                     | Craig Brewer                     | Eddie Murphy, John Davis, John Fox                                                                                  |
| 2019 | Jojo Rabbit                              | Taika Waititi                    | Carthew Neal, Taika Waititi, Chelsea Winstanley                                                                     |
| 2019 | Na noże                                  | Rian Johnson                     | Ram Bergman, Rian Johnson                                                                                           |
| 2019 | Rocketman                                | Dexter Fletcher                  | Adam Bohling, David Furnish, David Reid, Matthew Vaughn                                                             |

### 2020–2029
| Rok  | Film                   | Reżyser              | Producent                                                                                |
| ---- | ---------------------- | -------------------- | ---------------------------------------------------------------------------------------- |
| 2020 | Kolejny film o Boracie | Jason Woliner        | Sacha Baron Cohen, Monica Levinson, Anthony Hines                                        |
| 2020 | Hamilton               | Thomas Kail          | Thomas Kail, Lin-Manuel Miranda, Jeffrey Seller                                          |
| 2020 | Music                  | Sia                  | Sia, Vincent Landay                                                                      |
| 2020 | Palm Springs           | Max Barbakow         | Chris Parker, Andy Samberg, Akiva Schaffer, Dylan Sellers, Becky Sloviter, Jorma Taccone |
| 2020 | Bal                    | Ryan Murphy          | Ryan Murphy, Alexis Martin Woodall, Adam Anders, Dori Berenstein, Bill Damaschke         |
| 2021 | West Side Story        | Steven Spielberg     | Steven Spielberg, Kristie Macosko Krieger, Kevin McCollum                                |
| 2021 | Cyrano                 | Joe Wright           | Tim Bevan, Eric Fellner, Guy Heeley                                                      |
| 2021 | Licorice Pizza         | Paul Thomas Anderson | Sara Murphy, Adam Somner, Paul Thomas Anderson                                           |
| 2021 | Nie patrz w górę       | Adam McKay           | Adam McKay, Kevin Messick                                                                |
| 2021 | Tick, tick... Boom!    | Lin-Manuel Miranda   | Brian Grazer, Ron Howard, Julie Oh, Lin-Manuel Miranda                                   |